# Sądówko
Sądówko (deutsch Neu Sandow) ist ein Wohnplatz in der Woiwodschaft Westpommern in Polen. Er gehört zur Gmina Dolice (Gemeinde Dölitz) im Powiat Stargardzki (Stargarder Kreis).
Der Wohnplatz liegt in Hinterpommern, etwa 60 km südöstlich von Stettin und etwa 28 km südöstlich der Kreisstadt Stargard.
Neu Sandow wurde in der zweiten Hälfte des 18. Jahrhunderts als Vorwerk des Rittergutes Sandow etwa 3 Kilometer südöstlich von Sandow an dem Weg zum Nachbardorf Hohenwalde angelegt. Um 1865 waren von dem 5312 Morgen Land umfassenden Gutsbezirk Sandow dem Vorwerk Neu Sandow 1117 Morgen Land zugeordnet. 
Bei der Volkszählung im Deutschen Reich 1871 wurden in Neu Sandow 57 Einwohner in 3 Wohnhäusern gezählt, im Jahre 1910 73 Einwohner. Neu Sandow gehörte zum Gutsbezirk Sandow. Später wurde der Gutsbezirk Sandow in die Landgemeinde Sandow eingemeindet.
Bis 1945 bildete Neu Sandow einen Ortsteil der Gemeinde Sandow und gehörte mit dieser zum Landkreis Pyritz in der preußischen Provinz Pommern.
Nach dem Zweiten Weltkrieg kam Neu Sandow, wie ganz Hinterpommern, an Polen. Es erhielt den polnischen Ortsnamen „Sądówko“.